# Эльяким, Марсель
Марсель Эльяким (ивр. מרסל אליקים‎ ; 1921 — март 2013) — израильский врач, лауреат премии Израиля в области медицины.

## Биография
Эльяким родился в Пловдиве, Болгария. Его мать умерла, когда ему было семь лет, а его отец был депортирован во Францию в 1939 году и умер там два года спустя. Семья отца поддержала Эльякима и помогла окончить французскую школу в своём родном городе и поступить в американский колледж в Софии. По окончании колледжа он обучался медицине в Софийском университете с 1944 по 1949 гг. В 1949 году иммигрировал в Государство Израиль, где в 1952 году завершил обучение в первом классе выпускников Медицинской школы Еврейского университета в Иерусалиме. Во время учёбы в Израиле он был волонтёром в транзитном лагере Рош-ха-Аин. С 1952 по 1954 год он служил в Армии обороны Израиля в составе Научного корпуса и в Израильском институте биологических исследований в г. Нес-Циона. В то же время он начал работать врачом в отделении внутренней медицины университетской больницы Хадасса под руководством Моше Рахмилевича.
Эльяким умер в 2013 году. Он был похоронен в Иерусалиме на кладбище Хар-а-Менухот, оставив после себя двух сыновей врачей, заведующих отделениями.

## Врачебная деятельность
В 1960—1962 годах Эльяким получал степень доктора наук на кафедре фармакологии Пенсильванского университета. В 1960 году он также преподавал на факультете Еврейского университета в Иерусалиме, сначала в качестве старшего преподавателя, с 1963 года в качестве доцента и с 1969 года в качестве профессора. С 1960 по 1969 год он также работал главным врачом университетской больницы Хадасса. После получения степени доктора наук в 1963 году был назначен специалистом по внутренней медицине и кардиологии. В 1964 году он основал первую в Израиле школу для изучения медицины, которая действовала в сотрудничестве с Еврейским университетом, больницей Хадасса и Фондом здоровья Клалит. В 1970—1976 годах Эльяким руководил Институтом непрерывного образования. На протяжении многих лет он был членом совета директоров больницы Хадасса, а в 1976—1979 годах — членом Совета по высшему образованию Израиля.
В течение двадцати лет (1969—1989) Эльяким возглавлял 1-е терапевтическое отделение университетской больницы Хадасса Эйн-Карем. Он был известен своими диагностическими способностями и за годы работы обучил сотни студентов из Израиля и других стран. С 1985 года он также работал деканом медицинского факультета Еврейского университета. Уйдя из вуза, Еляким стал заведующим терапевтическим отделением больницы «Бикур Холим» (1989—1997). В это время он был соучредителем диализного отделения в больнице. Затем он был назначен комиссаром по вопросам врачебной этики в Министерстве здравоохранения республики Израиль.

## Исследования и публикации
В области исследований Эльяким участвовал в изучении болезней сердца и печени и был одним из первых[уточнить], кто нашёл средство от средиземноморской лихорадки. В 1974—1980 годах он был первым председателем Научного совета Медицинской ассоциации, председателем исследовательского комитета Азиатского общества кардиологов (1968—1972 годах), а также председателем-основателем Израильской ассоциации исследования печени (1972—1982).
Им опубликованы более 200 статей, а также книга «Рецидивирующий полисерозит» (Recurrent Polyserositis) и ещё три книги, которые он редактировал.
В 1965—1989 годах профессор Эльяким был членом редколлегии израильского медицинского журнала «Ха-Рефу’а» (הרפואה, с ивр. — «Медицина»).
В 1972—1976 годах — член редколлегии израильской редакции международного журнала Medical Sciences.

## Награды
Многолетняя работа профессора Эльякима в области медицины принесла ему множество наград: премию Бен Ари в области внутренней медицины (1950), премию Фредгрина за полевые исследования сердечно-сосудистой системы (1952), премию Цвиллинга за выдающийся вклад в журнал «Медицина» (1952 г.), Университетской клиники Хадасса (1987 г.), награда за вклад в снижение смертности беременных женщин (1997 г.), награда за вклад в изучение средиземноморской лихорадки (1997 г.), премия «Якир Йерушалаим / За заслуги перед Иерусалимом» (1998 г.) и Государственная премия (Премия Израиля) в области медицины (2001 г.).
Среди его учеников: профессор Реувен Вискофер.